# Лига безопасного интернета
«Ли́га безопа́сного интерне́та» (ЛБИ) — российская организация, созданная с целью цензурирования Интернета. Техническую возможность для этого организация имеет только на территории Российской Федерации.
Учреждена в январе 2011 года фондом Marshall Capital Partners (основан Константином Малофеевым) и 4 крупными провайдерами. Организация создана при поддержке МВД России, «Минкомсвязи» и Комитета Государственной Думы по вопросам семьи, женщин и детей. Бюджет «Лиги», который может составлять до десятков миллионов долларов, используется для пропаганды самоцензуры и лоббизма.
«Лигой» был разработан первоначальный проект закона, позже принятого как Федеральный закон № 139-ФЗ от 28 июля 2012 года. Этим законом был создан Единый реестр запрещённых сайтов.

## Создатели, спонсоры и руководство
Учредитель партнёрства — «Фонд Святителя Василия Великого», также возглавляемый Малофеевым.
Председатель правления «Лиги» — Константин Малофеев (до 2015); Председатель попечительского совета лиги — Игорь Щёголев. Исполнительный директор лиги — Денис Давыдов.
В «Лиге безопасного интернета» будут работать «православные IT-специалисты», подготовленные Российским православным университетом имени Иоанна Богослова.
С 2017 года организацией руководит Екатерина Мизулина.

## Предпосылки создания
По словам Малофеева, «Лига» была создана по поручению известного православного деятеля: «Не хочу называть фамилию человека, это очень известный общественный православный деятель — в прошлом году (2010 году — Википедия) он просто пришел ко мне и вручил эту проблему».
Однако, по воспоминаниям пиар-специалиста Виктора Майклсона, которому поступало предложение вести проект, «Лига» задумывалась как пиар-ход во время скандалов Малофеева, связанных со скупкой акций Ростелекома: «Создание Лиги было придумано командой Малофеева как пиар-ход. В тот момент его имя зазвенело в скандале вокруг скупки акций „Ростелекома“ и потребовалась какая-то позитивная общественная инициатива».
По его словам, в первоначальных планах декларировалась борьба с педофилией, гомосексуализмом и экстремизмом.
Причём Майклсон сообщает, что первоначальная команда пыталась убрать из этого списка гомосексуализм «потому что это средние века».
Иной версии придерживается бывший сотрудник инвестфонда «Маршал Капитал»: «Лига могла быть заказом от дружественного Малофееву клана чиновников на создание фильтра на случай обострения политической ситуации».
Кроме того, у Малофеева, по утверждению нескольких источников Forbes, были планы косвенного экономического использования «Лиги», например, в ценовой политике при разделению провайдеров на «белых» (согласившихся распространять только одобренный «Лигой» контент) и «чёрных», чьи услуги стоили бы «гораздо дешевле».
От этой идеи, как утверждают источники Forbes, Малофеева удалось отговорить. При этом Денис Давыдов утверждает, что как коммерческая структура Лига никогда не рассматривалась.

## Деятельность
В 2011 году ЛБИ создала межрегиональное общественное молодёжное движение «Кибердружина», которое занимается выявлением опасного контента в интернете. Кибердружинники находят сайты, распространяющие запрещённые материалы, и сообщают о них Лиге.
В первоначальных планах лига декларировалась как инструмент борьбы с педофилией, гомосексуализмом и экстремизмом. Позже, от борьбы с гомосексуализмом отказались.
В мае 2011 года социальная сеть «Вконтакте» и «Лига» подписали меморандум о сотрудничестве, который позволяет добровольцам «Лиги» искать противозаконную информацию в соцсети и передавать сведения о ней и её авторах в правоохранительные органы.
Некоторое время кибердружинники занимались провокацией педофилов, создавая поддельные профили детей в социальных сетях.
По словам участников лиги, ими разработан «программно-аппаратный комплекс для сбора информации о противоправных интернет-ресурсах», который может использоваться в Роскомнадзоре для упрощения ведения реестра запрещённых сайтов.
Владеет интернет СМИ «Национальный узел Интернет безопасности» (№ ФС77-35289), расположенным по адресу saferunet.ru.
При создании «Лиги», Малофеев планировал законодательно закрепить создание «белого» и «черного» списков сети Интернет.
«Лига» ведёт «Белые списки» образовательных, федеральных ресурсов и СМИ.
12 сентября 2012 года администрация Костромской области, Костромская и Галичская епархия Русской православной церкви и Благотворительный фонд Святителя Василия Великого заключили трёхлетнее соглашение о реализации программы «Область добра». Это соглашение направлено на введение системы информационной безопасности детей в Интернете, на реализацию комплекса благотворительных проектов, снижение смертности, вызванной алкоголем, наркотиками, психотропными препаратами и курением, поддержку детей-сирот и на совершенствование местного и федерального законодательства. В этот же день администрация Костромской области заключила бессрочное соглашение с Лигой безопасного интернета, направленное на развитие информационной безопасности в регионе, в частности, на борьбу с детской порнографией, фашизмом, пропагандой наркомании, насилием и экстремизмом в Интернете.
7 ноября 2012 года заявила о новой своей цели: борьбе с киберпреступностью.
12 ноября 2012 года появились сообщения о том, что «Лига» разрабатывает автоматическую систему поиска противоправной фото-, видео- и текстовой информации в сети. Обнаруженная информация будет передаваться экспертам, которые либо отправляют письмо обладателям информации, либо блокируют ресурс. Для автоматического определения противоправности будет использоваться база данных ЛБИ, уже содержащая «4 терабайта информации противоправного содержания». По словам Давыдова, в начале 2013 года планировалось создание «системы автоматического и полуавтоматического принятия решений», стоимость которой может составить 2-3 млн долларов По заявлению Давыдова от ноября 2012 года, Лига обладала регулярно обновляемой базой данных по материалам с детской порнографией.
Есть информация, что система будет отслеживать и закрывать страницы, не только при наличии детской порнографии, информации о наркотиках и суициде, но и по другим признакам. К таким признакам, в том числе относятся 282-я статья УК РФ об экстремизме. Так же, таким признаком может стать пропаганда гомосексуализма.
Позже Елена Мизулина сообщила, что разработкой системы поиска по заказу Лиги занимается компания «Ашманов и партнёры».
В январе 2013 года представители Лиги сообщили о начале эксперимента, в рамках которого 29 интернет-провайдеров из Костромской области бесплатно предоставят пользователям услугу «семейного фильтра», которая представляет собой белый список сайтов, составленный членами Лиги безопасного интернета. Этот эксперимент проводится в рамках ранее заключенного соглашения между Лигой и администрацией Костромской области. Доступ к сайтам, не входящим в данный список из 500 тысяч доменов, будет ограничен.
22 августа 2014 года исполнительный директор лиги Денис Давыдов заявил о том, что работающее под эгидой ЛБИ движение «Кибердружина» будет бороться не только с детской порнографией, но и противодействовать информационным войнам. Подобная работа будет вестись исключительно на добровольной основе, с момента создания в 2012 году эта организация объединяет более 20 тыс. волонтеров со всей России, а также из стран СНГ, Восточной и Западной Европы.
По данным, представленным «Лигой», в 2014 году в их адрес поступило 37,4 тыс. сообщений о распространении материалов с детской порнографией; 3,5 тыс. жалоб на сайты, распространяющие наркотики.
В ноябре 2016 года ЛБИ и Московский государственный университет технологий и управления имени Разумовского (Первый казачий университет) заключили соглашение о сотрудничестве, по которому планируется создание казачьих кибердружин, а также просвещение детей, подростков и их родителей в вопросах информационной безопасности.

## Протестные атаки на сайт
13 ноября 2012 года, в день внесения в Единый реестр запрещённых сайтов известных ресурсов Либрусек, Lurkmore и Rutracker, сайт Лиги был атакован активистами из группы Анонимус, выразившими таким образом свой протест. В Сети были размещены инструкции, позволяющие любому пользователю Сети принять участие в атаке.
20 ноября атака была повторена.

## Участники
До 8 февраля 2022 года сайт лиги приводил следующий список участников:
- Ростелеком
- МТС
- Вымпелком
- МегаФон
- Mail.Ru Group
- Лаборатория Касперского
- Аксис-ТД
- Entensys
- Фонд Развития Интернет
- РОЦИТ
- Фонд Дружественный рунет

10 февраля стало известно о выходе всех операторов связи, раздел сайта был пуст и находился «в процессе обновления». Согласно ЛБИ, в ней до апреля будет идти процесс реорганизации органов управления (попечительского совета, правления и состава членов организации), изменения устав и условий участия.
Есть информация, что компанию «Яндекс» приглашали вступить в «Лигу», но она отказалась.

## Финансирование
По мнению Малофеева, лига должна финансироваться за счёт сетевых провайдеров и операторов мобильной связи.
В 2012 году «Лига безопасного интернета» получила бюджетное финансирование в виде гранта, предоставленного возглавляемой Ольгой Костиной организацией «Сопротивление».

## Критика
По мнению журналиста Максима Логвинова: «Под предлогом борьбы с экстремизмом и порнографией Лига безопасного интернета пытается установить тотальный контроль над всеми ресурсами российского сегмента всемирной Сети».
Аналитик Владислав Жуковский (ИК «Риком-Траст») считает, что «Лига» была «создана как инструмент влияния властей и близких к ним структур на интернет-сообщество, поэтому тех, кто не согласен, нужно показательно прижать к ногтю».
В ноябре 2012 года создатель социальной сети «Вконтакте» Павел Дуров обвинил председателя правления «Лиги безопасного интернета» Константина Малофеева в заказе «истерии вокруг детской порнографии» с использованием своего поста. По словам Дурова, Малофеев инициировал переговоры о выкупе долей «Вконтакте» у партнёров Дурова. После того, как Дуров «в порядке эксперимента» согласился пообщаться на предмет продажи с условием прекращения атак с телеканалов, атаки прекратились. Однако через неделю, когда Малофеев понял, что Дуров не будет продавать долю, атаки возобновились.
Рэп-исполнитель Oxxxymiron выпустил трек и видеоклип «Лига Опасного Интернета», в которых высмеял «Лигу безопасного интернета» и рэперов, занимающихся самоцензурой под её давлением.
Дизайнер и блогер Артемий Лебедев назвал Лигу безопасного интернета «хуйней на палке».

## Санкции
29 января 2024 года организация была включена в санкционный список 27 стран Евросоюза за «помощь российскому правительству в осуществлении цензуры» и «грубые и систематические нарушения свободы мнений и их выражения»:

«Лига безопасного интернета» помогает российскому правительству укреплять цензуру, заставляя замолчать создателей интернет-контента и деятелей культуры, которые делают контент, не согласующийся с официальной линией российского правительства. «Лига безопасного интернета» подаёт жалобы в российские правоохранительные органы на российских создателей интернет-контента, блогеров, музыкантов, знаменитостей и представителей культуры. Используя угрозу применения карательных или экономических мер, «Лига безопасного интернета» пытается заставить создателей интернет-контента и артистов либо удалить антиправительственный контент, либо создавать контент в пользу российского правительства и восхваляющий его политику.— «Официальный журнал Европейского союза», Брюссель, 29 января 2024 года